# Општински судови Федерације Босне и Херцеговине
Општински судови Федерације Босне и Херцеговине (на бош и хрв Općinski sudovi Federacije Bosne i Hercegovine) су најнижи судови у Федерацији Босни и Херцеговини. Обављају послове из своје надлежности у седишту суда, али могу се обављати изван седишта суда у одељењима (који се образују трајно у месту у којем се образују, али се могу укинути) и у одређеним местима током судских дана.

## Надлежност
Општински судови су надлежни за следеће послове:
- У кривичним предметима:
  - да у првом степену суди:
    - за кривична ђела за која је законом прописана као главна казна новчана казна или казна затвора до 10 година, ако посебним законом није одређена надлежност другог суда
    - за кривична дела за која је посебним законом одређена надлежност општинског суда
    - за кривична дела за која је Суд Босне и Херцеговине пренео надлежност на општински суд
    - у свим кривичним поступцима против малолетника

  - поступа током истраге и након подизања оптужнице у складу са законом
  - одлучује о ванредним правним лековима кад је то законом предвиђено
  - одлучује о брисању пресуда и престанку мера сигурности и правних последица пресуда , на основу судске одлуке
  - да поступа по молбама за помиловање у складу са законом
- У грађанским предметима да у првом степену суди:
  - у свим грађанским споровима
  - у ванпарничном поступку
- У прекршајним предметима да у првом степену суди:
  - у свим прекршајним предметима
  - одлучује о захтевима за понављање прекршајног поступка
- У привредним предметима општински судови који имају привредна одељења у првом степену суде:
  - у споровима који се односе на права и обавезе по основу правног промета роба, услуга, вредносних папира, власничких и других стварних права на некретнинама, те на права и обавезе проистекле из вредносних папира у којима су обе странке у поступку правно лице или физичко лице које, у својству самосталног предузетника или у другом својству, обавља привредну или другу регистровану делатност у виду основног или допунског занимања
  - у споровима који се односе на бродове и на пловидбу на мору и унутрашњим водама, те у споровима на које се примјењује пловидбено право, осим спорова о пријевозу путника;
  - у споровима који се односе на авионе, те у споровима на које се примењује ваздухопловно право, осим спорова о превозу путника
  - спорове из ауторског права, сродних права и права индустријске својине
  - спорове настале поводом дела за која се тврди да представљају нелојалну конкуренцију или монополистички споразум
  - у поступку стечаја и ликвидације, у складу са законом, као и у свим споровима који настану у току и поводом провођења поступка стечаја и ликвидације
- У другим предметима:
  - да води извршни поступак, ако законом није другачије одређено
  - да одређује мере осигурања, ако законом није другачије одређено
  - да решава у посебним поступцима, ако законом није другачије одређено
  - да обавља земљишно-књижне послове у складу са законом
  - да пружа правну помоћ судовима у Босни и Херцеговини
  - да врши послове међународне правне помоћи, ако законом није одређено да неке од тих послова врши кантонални суд
  - да врши послове уписа у регистре правних лица
  - да врши друге послове одређене законом

## Списак општинских судова
Општински судови Федерације Босне и Херцеговине, по кантонима, су:
- Општински судови у Унско-санском кантону су:
  - Општински суд у Бихаћу за подручје општина/градова Бихаћ и Босански Петровац.
  - Општински суд у Босанској Крупи за подручје општина/градова Босанска Крупа и Бужим и има одељење изван седишта суда у Бужиму, за подручје општина/градова Бужим
  - Општински суд у Цазину за подручје општина/градова Цазин
  - Општински суд у Санском Мосту за подручје општина/градова Сански Мост и има одељење изван седишта суда у Кључу за подручје општине Кључ
  - Општински суд у Великој Кладуши за подручје општина/градова Велика Кладуша
- Општински суд у Посавском кантону је:
  - Општински суд у Орашју за подручје општина Орашје, Домаљевац-Шамац и Оџак
- Општински судови у Тузланском кантону су:
  - Општински суд у Грачаници за подручје општина/градова Грачаница и Добој Исток
  - Општински суд у Градачцу за подручје општина/градова Градачац
  - Општински суд у Сребренику за подручје општина/градова Сребреник
  - Општински суд у Калесији за подручје општина/градова Калесија, Теочак и Сапна
  - Општински суд у Тузли за подручје општина/градова Тузла и Челић
  - Општински суд у Живиницама за подручје општина/градова Живинице и Кладањ и има одељење изван седишта суда у Кладњу за подручје општине Кладањ
  - Општински суд у Лукавцу за подручје општина/градова Лукавац
  - Општински суд у Бановићима за подручје општина/градова Бановићи
- Општински судови у Зеничко-добојском кантону су:
  - Општински суд у Какњу за подручје општина/градова Какањ
  - Општински суд у Тешњу за подручје општина/градова Тешањ, Усора и Добој Југ
  - Општински суд у Високом за подручје општина/градова Високо, Вареш, Олово и Бреза. Општински суд у Високом има одељење  изван седишта суда у Олову за подручје општине Олово
  - Општински суд у Завидовићима за подручје општина/градова Завидовићи и Маглај. Општински суд у Завидовићима има одељење  изван седишта суда у Маглају, за подручје општине Маглај
  - Општински суд у Зеници за подручје града Зеница
  - Општински суд у Жепчу за подручје општине Жепче
- Општински суд у Босанскоподрињском кантону Горажде  је Општински суд у Горажду за подручје општина Горажде, Пале-Прача и Фоча-Устиколина
- Општински судови у Средњобосанском кантону су:
  - Општински суд у Травнику за подручје општине Травник. Општински суд у Травнику има два одељења изван седишта суда:
    - одељење  у Витезу за подручје општина/градова Витез и Бусовача
    - одељење  у Новом Травнику за подручје општине Нови Травник

  - Општински суд у Бугојну за подручје општина/градова Бугојно, Горњи Вакуф-Ускопље, Доњи Вакуф
  - Општински суд у Кисељаку за подручје општина/градова Кисељак, Фојница и Крешево
  - Општински суд у Јајцу за подручје општина/градова Јајце и Добретићи
  - Општински судови у Херцеговачко-неретванском кантону су:
  - Општински суд у Мостару за подручје града Мостара
  - Општински суд у Коњицу за подручје општина/градова Коњиц и Јабланица. Општински суд у Коњицу има одељење  изван седишта суда у Прозор-Рами за подручје општине Прозор-Рама
  - Општински суд у Чапљини за подручје општина Чапљина, Столац, Неум и Равно
  - Општински суд у Читлуку, за подручје општине Читлук
- Општински судови у Западнохерцеговачком кантону су:
  - Општински суд у Широком Бријегу за подручје општина/градова Широки Бријег и Посушје
  - Општински суд у Љубушком за подручје општина/градова Љубушки и Груде
- Општински судови у Кантону 10 су:
  - Општински суд у Ливну за подручје општина/градова Ливно, Гламоч, Дрвар и Босанско Грахово и има одељење изван седишта суда у Дрвару, за подручје општина/градова Дрвар и Босанско Грахово
  - Општински суд у Томиславграду за подручје општина/градова Томиславград и Купрес

Општински судови са седиштем у Бихаћу, Орашју, Тузли, Зеници, Горажду, Травнику, Мостару, Широком Бријегу, Сарајеву и Ливну имају поједине надлежности за читав кантон у којем се налазе. Они су надлежни за суђење у привредним предметима (с обзиром да имају привредна одељења), вођење прекршајних поступака из области пореза и царина и за послове уписа у регистре правних лица.

## Видети још
- Уставни суд Федерације Босне и Херцеговине
- Врховни суд Федерације Босне и Херцеговине
- Кантонални судови Федерације Босне и Херцеговине
- Судска полиција Федерације Босне и Херцеговине

## Рефренце
1. ↑  Закон о судовима Федерације Босне и Херцеговине, Члан 16.
2. ↑  Закон о судовима Федерације Босне и Херцеговине, Члан 19.
3. ↑  Закон о судовима Федерације Босне и Херцеговине, Члан 27.
4. ↑  Закон о судовима Федерације Босне и Херцеговине, Члан 22.
5. ↑  Закон о судовима Федерације Босне и Херцеговине, Чланови 23, 23а 24.